# Association La Salle
 (avril 2025).
Pour les articles homonymes, voir La Salle.
L’association La Salle exerce la tutelle sur les établissements scolaires et des œuvres éducatives en France qui dépendent de la congrégation des Frères des écoles chrétiennes.
Le « réseau lasallien » comprend 64 écoles primaires, 83 collèges, 54 lycées, 3 établissements d'enseignement supérieur, des institutions spécialisées, des centres d'accueil. Il accueille un peu plus de 100 000 élèves ou étudiants ; 9 800 enseignants et 2 800 non-enseignants y travaillent.